# Толстоганова Вікторія Вікторівна
Вікторія Вікторівна Толстоганова (нар.. 24 березня 1972, Москва, РРФСР, СРСР) — російська акторка театру і кіно. Лауреат премії Уряду Російської Федерації 2005 року в галузі культури.

## Біографія
Народилася 24 березня 1972 року в Москві в сім'ї інженера та викладачки англійської мови. У Вікторії — три молодші сестри.
У шкільні роки Вікторія Толстоганова вступила до Театру юних москвичів (ТЮМ) при Палаці піонерів на Ленінських горах, де професійно займалася театральним мистецтвом.
Після закінчення середньої школи три роки поспіль намагалася вступити до театрального вишу. У 1992 році Вікторія пройшла відбір одночасно до ВДІКу та до ГІТІСу. Вона обрала Державний інститут театрального мистецтва, навчалася на курсі Народного артиста СРСР, професора Йосипа Юхимовича Хейфица, де пройшла традиційну школу російського психологічного театру. У 1996 році закінчила інститут. Ще будучи студенткою, була запрошена до трупи Московського драматичного театру імені К. С. Станіславського, де прослужив до середини 2000-х років.
У кіно дебютувала в 1997 році, зігравши головну роль в короткометражному художньому фільмі режисера Романа Хруща «Денний обов'язок».

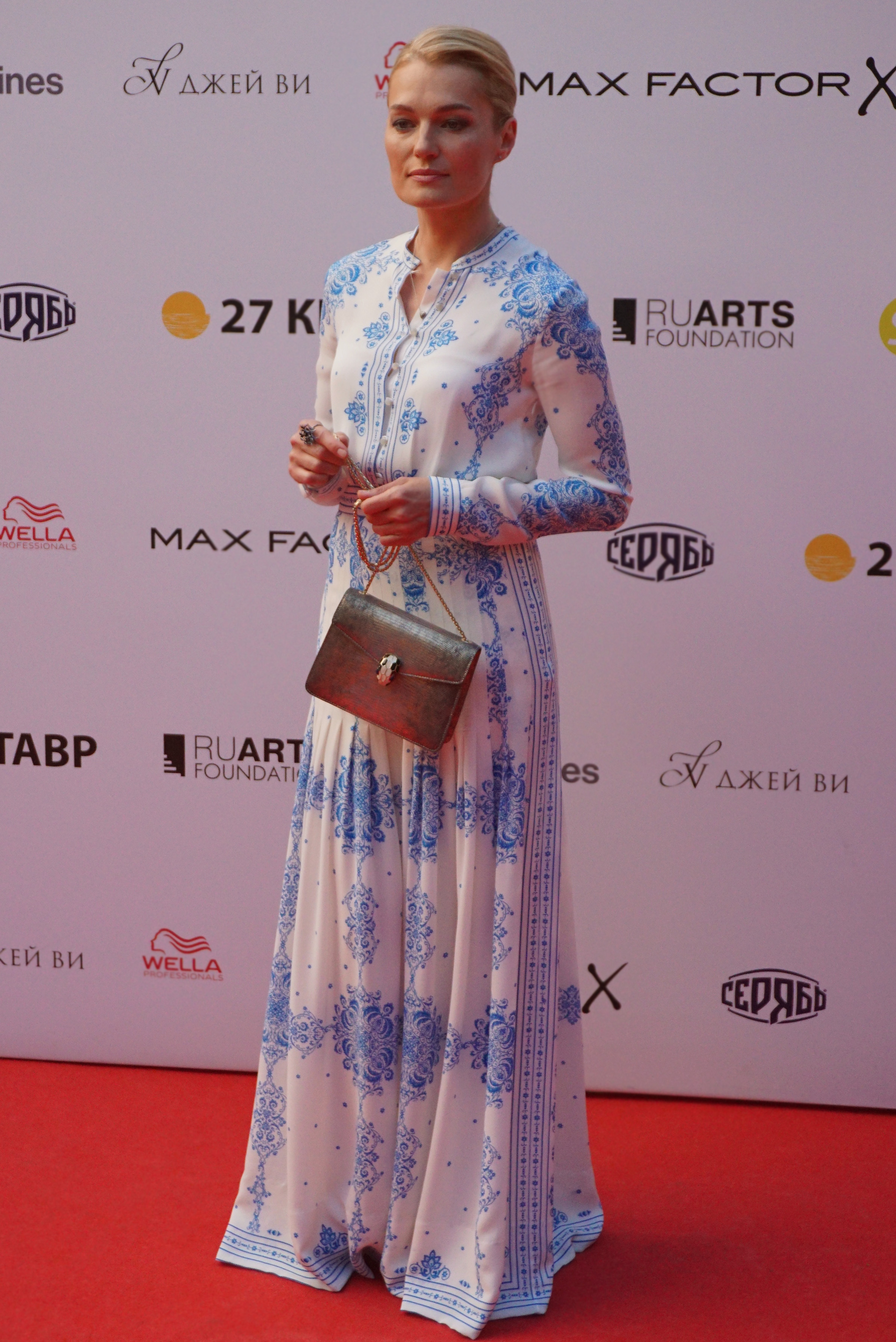
На кінофестивалі «Кінотавр» у Сочі, 2016 рік.

### Особисте життя
- Перший чоловік — Андрій Кузічев (нар.. 1970), актор[6]
  - Донька — Варвара (нар.. 26 липня 2005)
  - Син — Федір (нар. 2008)[8]
- Другий чоловік — Олексій Агранович (нар. 23 жовтня 1970), актор, режисер, продюсер
  - Син — Іван (нар.. 2011)[9]

## Творчість

### Роботи в театрі
- «Ми починаємо нове життя, або Полонез Огінського» (постановка — Йосип Хейфиц)
- «Маскарад» (постановка — Віктор Шаміров)
- «Хлестаков» (постановка — Володимира Мірзоєва)
- «Дванадцята ніч» (постановка — Володимира Мірзоєва)
- «Шопінг & Факинг» (Центр драматургії і режисури під керівництвом Олексія Казанцева та Михайла Рощина)
- «Борис Годунов» (проект Деклана Доннелана)
- «Пластилін» (постановка — Кирила Серебреннікова)
- «Приборкання норовливої» (постановка — Володимира Мірзоєва)
- «Метод Гренхольма» (режисер — Явір Гирдєв, Театр націй)
- «Far Away» (режисер Михайла Угарова, театр «Практика»)

### Фільмографія
| Рік  |     | Назва                                            | Роль |                                                                                     |
| ---- | --- | ------------------------------------------------ | --- | ----------------------------------------------------------------------------------- |
| 1997 | ф   | Вчителька перша моя, або Мальчишник по-російськи | епізод | ру                                                                                  |
| 2000 | ф   | Конвалія срібляста                               | дівчина | ру                                                                                  |
| 2000 | с   | Зупинка на вимогу                                | Люся | ру                                                                                  |
| 2002 | ф   | Башмачник                                        | Аліса, дружина «нового росіянина» на прізвисько «Пухкий»                                                         | ру                                                                                  |
| 2002 | ф   | Антикілер                                        | Тамара, повія | ру                                                                                  |
| 2002 | ф   | Розпечена субота                                 | Віра, дружина депутата Держдуми Дмитра Земцова                                                                   | ру                                                                                  |
| 2002 | ф   | Місячні галявини                                 | Єлизавета | ру                                                                                  |
| 2002 | ф   | Щоденник камікадзе                               | Лариса | ру                                                                                  |
| 2003 | ф   | Ожеледь                                          | Вона, успішний адвокат                                                                                           | ру                                                                                  |
| 2003 | ф   | Ангел на дорогах                                 | Світлана | ру                                                                                  |
| 2003 | с   | На безіменній висоті                             | Ольга Позднеєва, снайперка, колишня чемпіонка зі стрільби                                                        | ру                                                                                  |
| 2003 | ф   | Подаруй мені життя                               | Рита, фотомодель                                                                                                 | ру                                                                                  |
| 2003 | ф   | Магнітні бурі                                    | Марина | ру                                                                                  |
| 2004 | с   | Московська сага                                  | Тася Пижикова, похідно-польова дружина генерала Микити Градова                                                   | ру                                                                                  |
| 2004 | кф  | Весь завтрашній день                             | Анна | ру                                                                                  |
| 2004 | тф  | Ігри дорослих дівчаток                           | Женя Манохіна, дружина Віталія                                                                                   | ру                                                                                  |
| 2005 | ф   | Втеча                                            | Ірина Вєтрова, дружина Євгенія Вєтрова                                                                           | ру                                                                                  |
| 2005 | ф   | Чоловічий сезон: Оксамитова революція            | дружина Вершиніна                                                                                                | ру                                                                                  |
| 2006 | с   | Грозові ворота                                   | Валя, дружина майора Єгорова                                                                                     | ру                                                                                  |
| 2006 | кф  | Лист                                             | Шура, дружина Степана                                                                                            | ру                                                                                  |
| 2007 | ф   | Травень                                          | Вікторія | ру                                                                                  |
| 2007 | ф   | Гілка бузку                                      | Наталя Олександрівна Сатіна, дружина Сергія Рахманінова                                                          | ру                                                                                  |
| 2007 | ф   | Натурниця                                        | Софія Пшибишевська                                                                                               | ру                                                                                  |
| 2007 | ф   | Корольов                                         | Ксенія Максиміліанівна Вінцентіні, дружина Сергія Корольова                                                      | ру                                                                                  |
| 2007 | тф  | Сніговий ангел                                   | Майя | ру                                                                                  |
| 2008 | тф  | Помста                                           | Ніна, вдова убитого бізнесмена Костянтина, мати Поліни                                                           | ру                                                                                  |
| 2008 | тф  | Вторгнення                                       | Наталя Новицька, психологиня МНС Росії                                                                           | ру                                                                                  |
| 2009 | док | Гоголь. Прощальна повість                        | | ру                                                                                  |
| 2009 | ф   | Блудні діти                                      | Лідія Морозова                                                                                                   | ру                                                                                  |
| 2009 | тф  | Материнський інстинкт                            | Марія Бойкова | ру                                                                                  |
| 2010 | с   | Столиця гріха                                    | Ольга Валеріївна, помічниця Ромео                                                                                | ру                                                                                  |
| 2010 | ф   | Стомлені Сонцем 2: Передстояння                  | Маруся, дружина Сергія Котова                                                                                    | ру                                                                                  |
| 2010 | с   | Родинний дім                                     | Євгенія Олексіївна Соколова, господиня сімейного будинку                                                         | ру                                                                                  |
| 2010 | ф   | Хто я?                                           | Оксана, журналістка                                                                                              | ру                                                                                  |
| 2010 | тф  | Я не я                                           | Олена, дружина Сергія Недєліна                                                                                   | ру                                                                                  |
| 2010 | ф   | Знайди мене                                      | Наталя Олександрівна Кузовльова, дружина Юрія, мати Аліси                                                        | ру                                                                                  |
| 2011 | ф   | Стомлені сонцем 2: Цитадель                      | Маруся, дружина Сергія Котова                                                                                    | ру                                                                                  |
| 2011 | ф   | Балада про бомбера                               | Єлизавета Бодіна, вдова                                                                                          | ру                                                                                  |
| 2011 | с   | Німець                                           | Катя Зайцева | ру                                                                                  |
| 2011 | тф  | Лісове озеро                                     | Тоня Столярова                                                                                                   | ру                                                                                  |
| 2012 | ф   | Шпигун                                           | Іраїда Петракович                                                                                                | ру                                                                                  |
| 2012 | ф   | Випадкові знайомі                                | Віра | ру                                                                                  |
| 2013 | с   | Друге дихання                                    | Марія Володимирівна Шевельова, фізик                                                                             | ру                                                                                  |
| 2013 | с   | Департамент                                      | Лідія Сергіївна, психологиня                                                                                     | ру                                                                                  |
| 2014 | с   | Вдова                                            | Поліна Воронцова, вдова                                                                                          | ру                                                                                  |
| 2014 | с   | Обіймаючи небо                                   | Марина Євгенівна Лугова, мати Жені                                                                               | ру                                                                                  |
| 2014 | с   | Кат                                              | лже-Раїса Іванівна Яковлєва / Антоніна Григорівна Малишкіна, «Тонька-кулеметниця» (прототип - Антоніна Макарова) | ру                                                                                  |
| 2015 | с   | Бульварне кільце                                 | Надя | ру                                                                                  |
| 2015 | с   | Слідчий Тихонов                                  | Анастасія Михайлівна Тихонова, модельєр Московського будинку моделей одягу, дружина слідчого Станіслава Тихонова | ру                                                                                  |
| 2016 | с   | Медсестра                                        | Ганна Віталс, старша медсестра міської лікарні                                                                   | ру                                                                                  |
| 2016 | ф   | Чемпіони: Швидше. Вище. Сильніше                 | мати гімнастки Світлани Хоркіної                                                                                 | ру                                                                                  |
| 2016 | с   | П'яна фірма                                      | Галина Юріївна                                                                                                   | ру                                                                                  |
| 2017 | с   | Дружина поліцейського                            | Валерія Миколаївна Валецька (Лера), дружина начальника опергрупи районного відділу поліції                       | ру                                                                                  |
| 2017 | с   | Отчий берег                                      | Людмила Семенівна Кацер                                                                                          | ру                                                                                  |
| 2017 | ф   | Рух вгору                                        | Ксенія Гаранжіна, дружина головного тренера чоловічої збірної СРСР з баскетболу Володимира Гаранжіна             | ру                                                                                  |
| 2017 | ф   | Батьківська субота                               | Надя | ру                                                                                  |
| 2018 | с   | Посольство                                       | Ганна Прокоф'єва                                                                                                 | ру                                                                                  |
| 2018 | ф   | Вище неба                                        | мама | ру                                                                                  |
| 2019 | ф   | Гроза                                            | Кабаниха | ру                                                                                  |
| 2019 | с   | Вугілля                                          | Поліна Макарова                                                                                                  | ру                                                                                  |
| 2020 | с   | Колл-центр                                       | Глорія Полянська                                                                                                 | «мама» і «тато» в одній особі, вдова власника бізнес-центру, невиліковно хвора / ру |
| 2020 | с   | Чіки                                             | мама Марини | ру                                                                                  |

## Визнання

### Державні нагороди
- 2005 — лауреатка премії Уряду Російської Федерації 2005 року в галузі культури — за роль Марини в художньому фільмі «Магнітні бурі»[4].

### Нагороди та номінації
- 2002 — приз «За найкращий дебют» Міжнародного Фестивалю акторів кіно «Сузір'я» Гільдії акторів кіно Росії — за роль Віри Земцової в художньому фільмі «Розпечена субота»[10].
- 2003 — лауреатка молодіжної премії «Тріумф[5]».
- 2003 — номінація на премію «Золотий орел» за найкращу жіночу роль другого плану (фільм «Антикілер»)
- 2004 — номінація на премію «Ніка» за найкращу жіночу роль другого плану (фільм «Магнітні бурі»)
- 2004 — номінація на премію «Золотий орел» за найкращу жіночу роль у кіно (фільм «Магнітні бурі»)
- 2013 — лауреатка російської кінопремії «Золотий орел» «За найкращу жіночу роль другого плану» за 2012 рік — за роль Іраїди Петракович у художньому фільмі «Шпигун».
- 2016 — лауреатка російської кінопремії «Золотий орел» «За найкращу жіночу роль на телебаченні» за 2015 рік — за роль лже-Раїси («Тоньки-кулеметниці») в телесеріалі «Кат».
- 2019 — приз за найкращу жіночу роль (фільм «Вище неба», реж. Оксана Карас) на XXX Відкритому російському кінофестивалі «Кінотавр» у Сочі[11][12].